# 蛇形記章

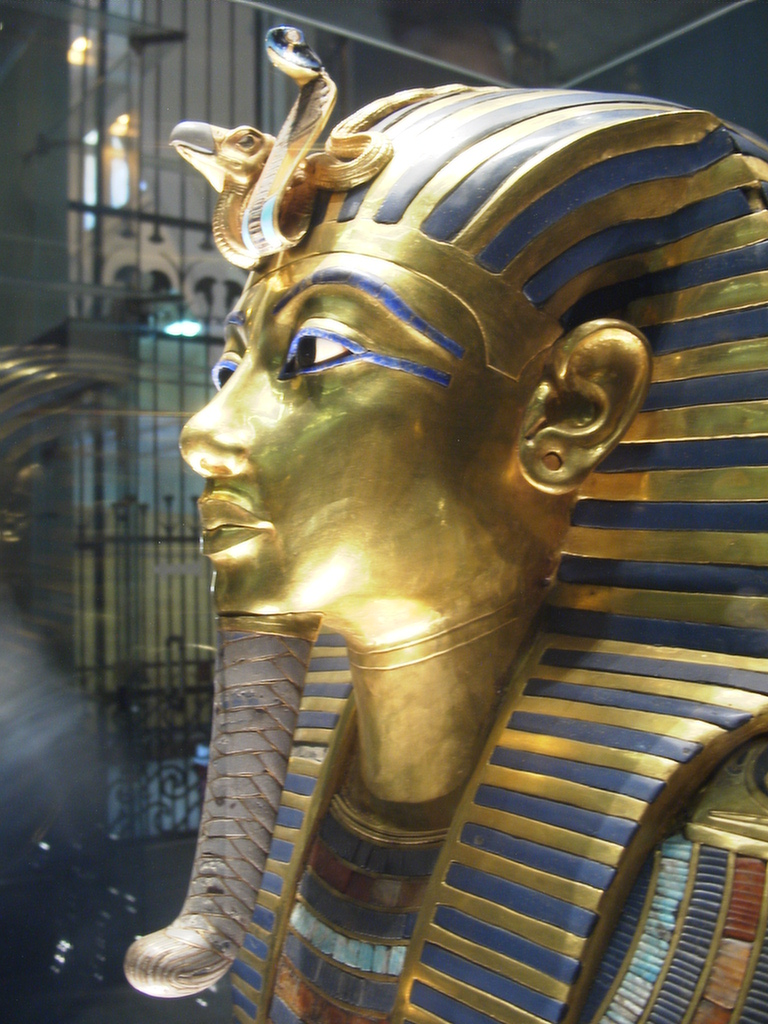
エジプト第18王朝ツタンカーメンのミイラのマスク。ウアジェトを表すコブラとネクベトを表す白いハゲワシから成る蛇形記章が額にあり、上下エジプトの統一を表している。

蛇形記章（へびがたきしょう）またはウラエウス（古代ギリシア語: οὐραῖος、uraeus）とは、エジプトに棲息するアスプコブラが鎌首を持ち上げた様子を様式化したもので、古代エジプトの主権、王権、神性の象徴である。エジプト語の jʿr.t (iaret)、すなわち「立ち上がったコブラ」が語源である。

## 概要
蛇形記章は女神ウアジェトの象徴である。ウアジェトはエジプト神話の中でも最古の神の1つで、コブラとして描かれることが多い。その信仰の中心地はかつてペル・ウアジェト (Per-Wadjet) と呼ばれていたが、後にギリシア人がブトと呼んだ。ナイル川デルタ地帯の守護神とされ、さらに下エジプト全域の守護神とされた。そのためファラオが頭部に蛇形記章をつけるようになった。当初はウアジェトの神像を頭につけたり、頭を取り巻く冠を被ったりしていたが、その後も常に冠の装飾の一部として残った。これはウアジェトの庇護と領土の支配権を表していた。蛇形記章をつけていることはファラオであることと同義であり、蛇形記章が支配者であることの合法性を示している。紀元前3千年紀のエジプト古王国時代から既にこの伝統が存在した証拠が見つかっている。ウアジェトと関連の深い女神やウアジェトの特定の面を表した女神も、蛇形記章を身につけた姿で描かれている。
エジプト全土統一に際して、上エジプトの守護神で白いハゲワシの姿で描かれるネクベトもウアジェトを表す蛇形記章と共にファラオの王冠に追加されるようになり、ファラオが上下エジプトの支配者であることを表した。それぞれの信仰が深かったため、それらを習合することができなかった。そのためこの2柱の女神を「2人の貴婦人 (The Two Ladies)」と呼び、統一エジプトの共同守護神とした。
後にファラオが太陽神ラーと同一視されると、蛇形記章から女神の炎の眼による火が飛び出して敵からファラオを守ると信じられるようになった。ラーの目は一部の神話では "uraei" と呼ばれている。ウアジェトはこのような信仰のずっと以前から存在しており、この目も元々はコブラとしてのウアジェトの目だった。その後、月の目、ハトホルの目、ホルスの目、ラーの目と時代によって様々に呼称されている。
ホルスやセトも王権の象徴として蛇形記章を身につけた姿で描かれた。後のラーについての神話では、蛇形記章は塵とラーのつばから女神イシスが作ったものとされた。この場合の神話は、蛇形記章をイシスがオシリスにエジプトの王位を与えた印とされた。このイシスはウアジェトと結び付けられ、ウアジェトのある側面を表していると見られる。

## センウセルト2世の金の蛇形記章
1919年、キフトの Hosni Ibrahim はわずか30分ほどの発掘作業でセンウセルト2世（エジプト第12王朝）の金の蛇形記章を発見した。サッカラのエル・ラフンのピラミッドの石室を完全に掘り出すことが決められた。墓室の南にあった岩に穿たれた捧げ物用の部屋から開始し、6インチの厚さに積もった瓦礫の中から金の蛇形記章が見つかった。
1922年にツタンカーメンの墓が見つかるまで、この金の蛇形記章は埋葬されたファラオが装身具として身につけていた唯一の証拠であり、それまで蛇形記章は次代のファラオに継承されたものと考えられていた。
この蛇形記章は長さ6.7cmの金の塊であり、黒い目は花崗岩で、蛇の青い頭はラピスラズリ、広がったコブラの鎌首にはカーネリアンが象嵌され、他にトルコ石が象嵌されている。ファラオの王冠に取り付けるため、コブラの尾部にあたる後ろの方に紐を通す2つの穴がある。

## ファラオ以外が身につけた蛇形記章
蛇形記章は、ファラオ以外でも宝飾品あるいはお守りとして使われた。例えば、エジプト第22王朝を創始したシェションク1世に仕えた神官 Djedptahiufankh のミイラの副葬品に蛇形記章があった。

## ヒエログリフでのウラエウス
ウラエウスはヒエログリフとしての用途も重要である。
最も単純なヒエログリフはコブラ（ウラエウス）だが、ここから派生して女神、女性神官、女神メンヒト、およびその神殿、女神イシス、そして最後に「女神: 神（旗）の根元にいるコブラ（ウラエウス）」といったヒエログリフがある。
ロゼッタ・ストーンにはこの最後の例の複数形「3 × ネチェル（神旗）とそれぞれの根元のコブラ」が記されている。ロゼッタ・ストーン冒頭で、王（神官としての王）が崇められている理由を列挙し、「神々と女神たち（複数形）」が彼にお返しとして報いたことを列挙している。ロゼッタ・ストーンの残る3分の2はその王の崇め方が記されており、誰でもそれを読めるようロゼッタ・ストーンを建てることも含まれている。
もう1つのヒエログリフでの用法として、神殿や建物を表すヒエログリフの上に装飾としてウラエウスを並べたものがある。